# Alec Reid
Alexander Reid (Dublin, 5 augustus 1931 - aldaar, 22 november 2013) was een Ierse katholieke priester die een grote rol speelde in het vredesproces in Noord-Ierland gedurende The Troubles, wat uiteindelijk leidde tot het Goedevrijdagakkoord.

## Biografie
Reid werd in 1957 tot priester gewijd in de Redemptoristische Orde van de Katholieke Kerk. Vanaf 1961 woonde en werkte hij in het Clonard klooster, waar hij uiteindelijk 40 jaar zou blijven. Doordat het klooster op de kruising van het overwegend katholieke Falls Road district en het overwegend protestantse Shankill Road district staat, stond het klooster aan de frontlinie van The Troubles.

## Gedurende The Troubles
In 1988 diende Reid de laatste sacramenten toe aan David Howes, een korporaal in het Britse leger die door de Provisional IRA was vermoord. De moord op Howes en Wood kwam bekend te staan als de 'Corporals Killings'. Hij wilde Howes en Woord eerst hulp bieden, maar dit kwam te laat. Het moment waarop Reid de laatste sacramenten toediende aan Howes werd gefotografeerd, en werd een iconisch beeld.
Het lukte Alec Reid om John Hume, leider van de SDLP, en Gerry Adams, leider van Sinn Féin, aan tafel te krijgen in het Clonard klooster. Deze geheime gesprekken leidde uiteindelijk tot officiële gesprekken vanaf januari 1988. Op het moment dat Reid de laatste sacramenten toediende aan David Howes had hij een enveloppe bij met daarin een brief van Gerry Adams, voor John Hume, waarin Adams zijn standpunt met betrekking tot een oplossing voor The Troubles beschreef. De enveloppe zat onder het bloed van David Howes. Gerry Adams heeft aangegeven dat vrede niet mogelijk was geweest zonder de inspanningen van Alec Reid.